# Maizières (Pas-de-Calais)
Maizières ist eine französische Gemeinde mit 204 Einwohnern (Stand 1. Januar 2022) im Département Pas-de-Calais in der Region Hauts-de-France. Sie gehört zum Arrondissement Arras, zum Kanton Avesnes-le-Comte und zum Gemeindeverband Campagnes de l’Artois. Die Einwohner werden Maiziérois oder Maiziéroises genannt.

## Lage
Die Gemeinde Maizières liegt im Artois, 18 Kilometer westnordwestlich von Arras. Nachbargemeinden von Maizières sind Averdoingt im Norden, Penin im Osten, Ambrines im Südosten, Sars-le-Bois im Süden, Magnicourt-sur-Canche im Südwesten sowie Gouy-en-Ternois im Westen. Im Nordwesten der Gemeinde Maizières steht ein Windpark mit vier Windkraftanlagen.

## Bevölkerungsentwicklung
| Jahr                       | 1962 | 1968 | 1975 | 1982 | 1990 | 1999 | 2006 | 2012 | 2022 |
| -------------------------- | ---- | ---- | ---- | ---- | ---- | ---- | ---- | ---- | ---- |
| Einwohner                  | 230  | 123  | 175  | 173  | 177  | 177  | 164  | 174  | 204  |
| Quellen: Cassini und INSEE |      |      |      |      |      |      |      |      |      |

## Sehenswürdigkeiten

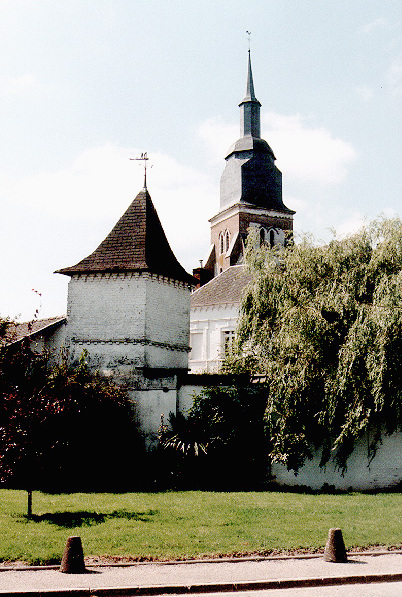
Kirche Saint-Léger

- Kirche Saint-Léger